# 肯尼·加蒂松
肯尼思·克雷·加蒂松（英語：Kenneth Clay Gattison，1964年5月23日—），美国NBA联盟前职业篮球运动员。他在1986年的NBA选秀中第3轮第8顺位被菲尼克斯太阳选中。